# Arusza

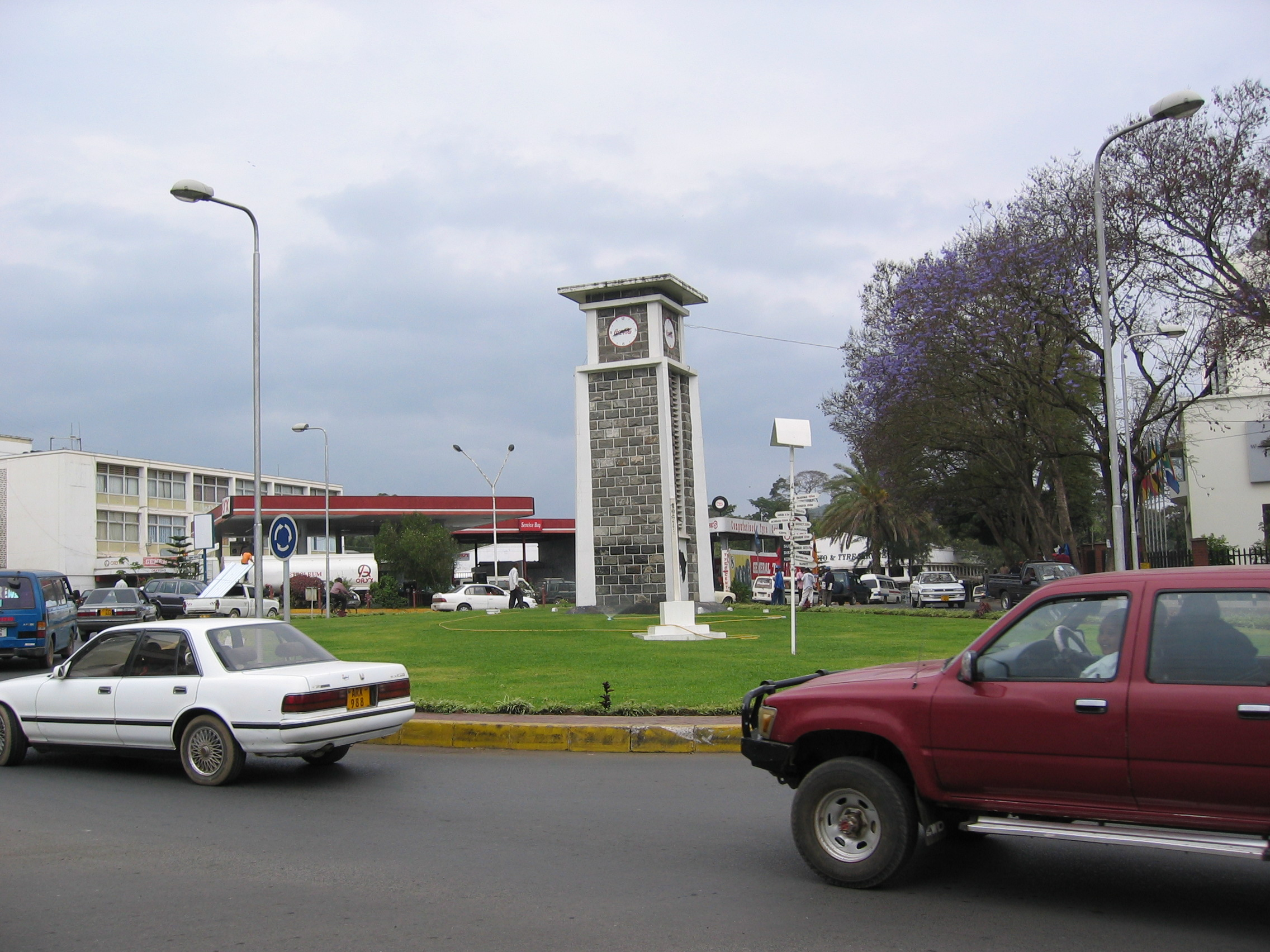
Arusza, wieża zegarowa

Arusza (suahili i ang. Arusha) – miasto w północno-wschodniej Tanzanii, ośrodek administracyjny regionu o tej samej nazwie. Czwarte pod względem wielkości miasto kraju, zamieszkane przez 385,9 tys. mieszkańców (dane szacunkowe z 2007).
Ośrodek handlowy regionu rolniczego i węzeł komunikacyjny. W Aruszy znajduje się siedziba Międzynarodowego Trybunału Karnego ds. Rwandy.

## Obóz w Tengeru
W odległości kilkunastu kilometrów od miasta znajduje się wieś Tengeru, gdzie podczas II wojny światowej mieszkali polscy uchodźcy. Kobiety, dzieci oraz mężczyźni niezdolni do służby wojskowej trafili do obozów przejściowych. M.in. na terenie Afryki Wschodniej i Południowej dla ponad 18 tys. Polaków, którym udało się wydostać z ZSRR z Armią Andersa, założono 22 osiedla, największe w Tengeru.
Przy drodze do Arushy przetrwał polski cmentarz, na którym spoczywają szczątki 149 Polaków. W cmentarnej kaplicy umieszczone zostały herby największych miast.

## Transport
Arusza jest końcową stacją tanzańskiej północnej linii kolejowej. Na trasie od roku 1990 nie jest prowadzony ruch pasażerski.

## Miasta partnerskie
- Durham, Stany Zjednoczone
- Kansas City, Stany Zjednoczone
- Mürzzuschlag, Austria
- Tifariti, Sahara Zachodnia